# Kūh-e Taftān
Kūh-e Taftān (persiska: کوه تفتان) är ett berg i Iran.   Det ligger i provinsen Sistan och Baluchistan, i den östra delen av landet, 1 200 km sydost om huvudstaden Teheran. Toppen på Kūh-e Taftān är 3 941 meter över havet.
Terrängen runt Kūh-e Taftān är kuperad åt nordväst, men åt sydost är den bergig. Kūh-e Taftān är den högsta punkten i trakten. Runt Kūh-e Taftān är det glesbefolkat, med 8 invånare per kvadratkilometer. Trakten runt Kūh-e Taftān är ofruktbar med lite eller ingen växtlighet.